# Parque de la Prehistoria (Teverga)
El Parque de la Prehistoria está situado a la entrada de la localidad asturiana de San Salvador de Alesga, en el concejo de Teverga.
Este parque es una representación de las cuevas más famosas de arte rupestre del mundo, centrado sobre todo en el arco atlántico. Están representadas las cuevas de Altamira, Covalanas, Lascaux, Niaux, Chauvet, Tito Bustillo, Candamo, Covaciella y Llonín.
El parque posee dos áreas expositivas: La galería y la cueva de Cuevas. Ambas instalaciones, así como la zona de servicios, que consta de cafetería y tienda, están integradas en el paisaje natural y de ellas sólo sobresalen en el relieve las entradas, quedando el resto de cada una de las instalaciones bajo tierra.
Este Parque de la Prehistoria, representa, junto al Museo del Jurásico de Asturias (MUJA), son parte de los nuevos museos de Asturias.

## Área de recepción

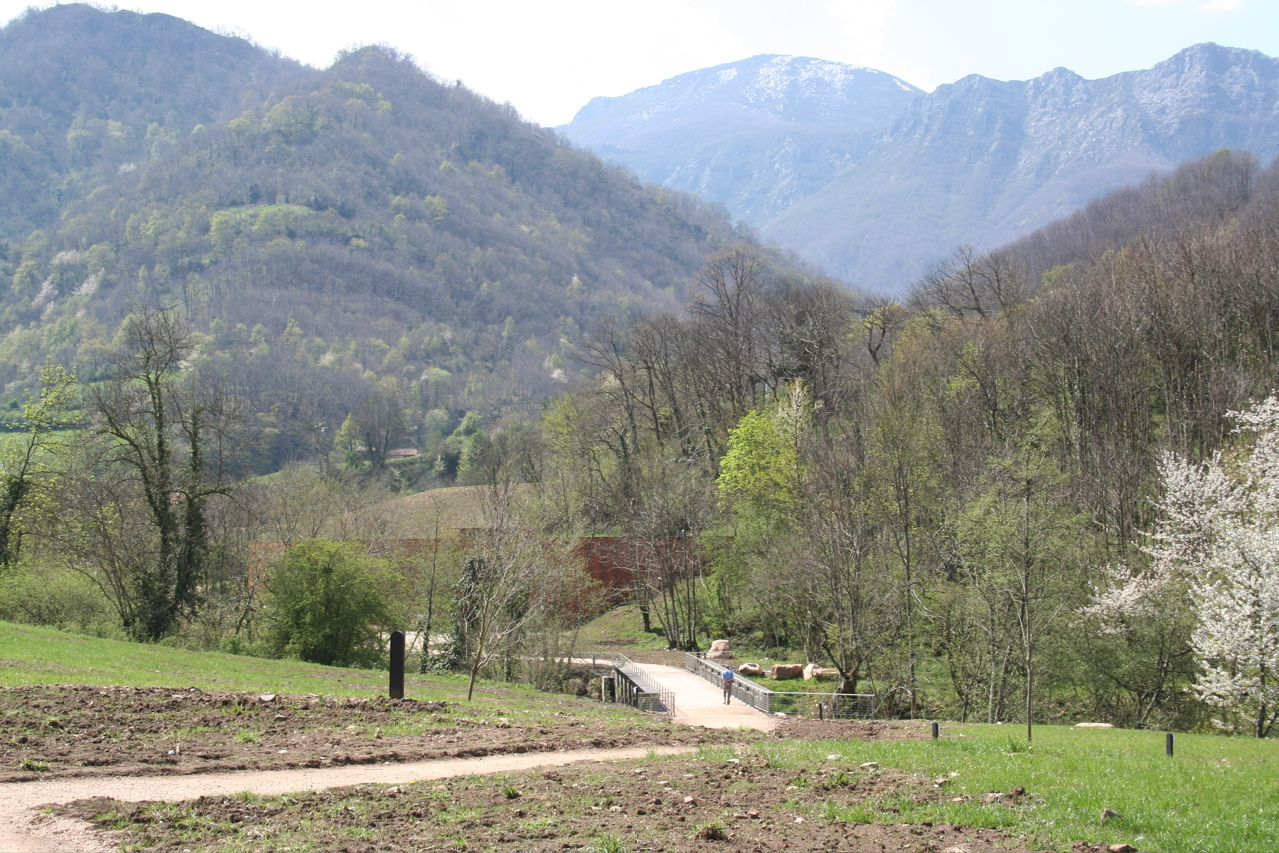
Imagen general de parque.

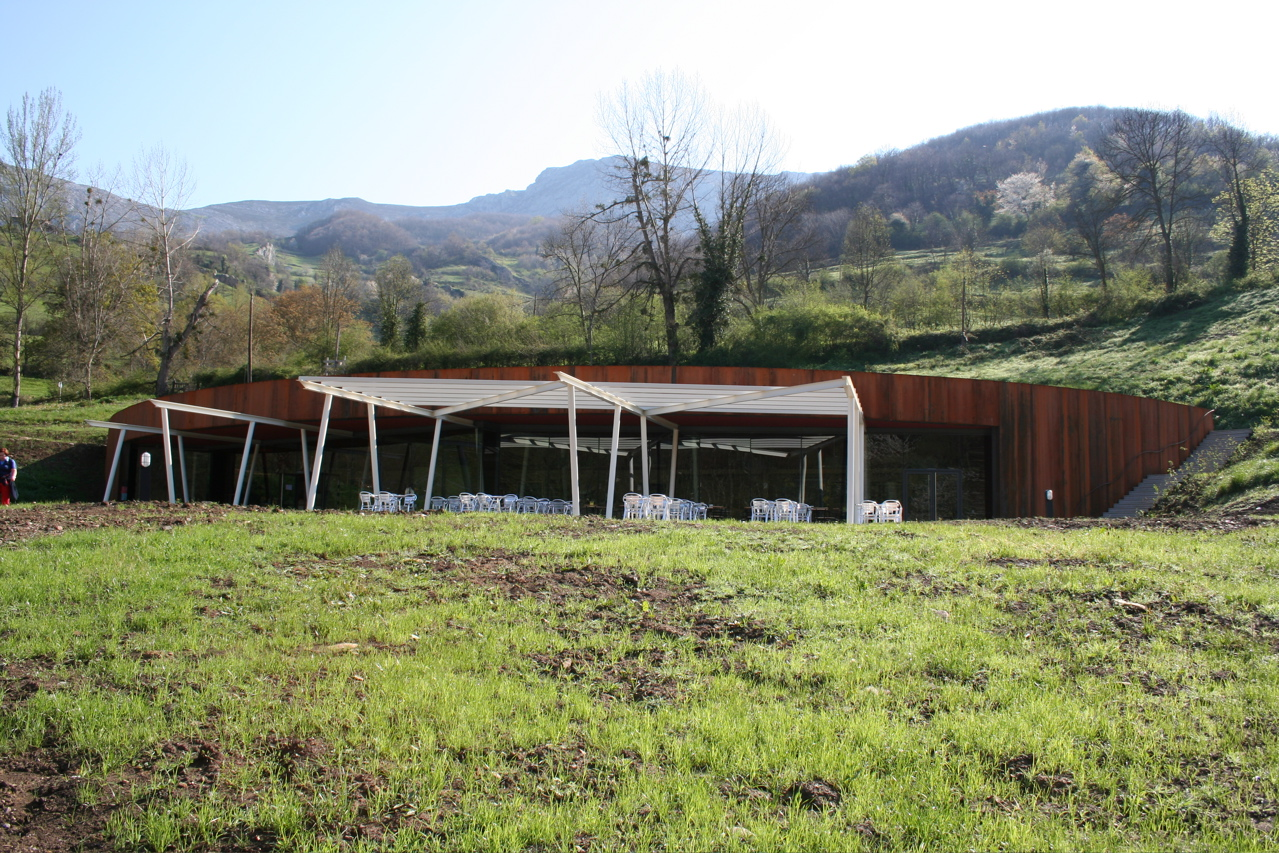
Área de recepción

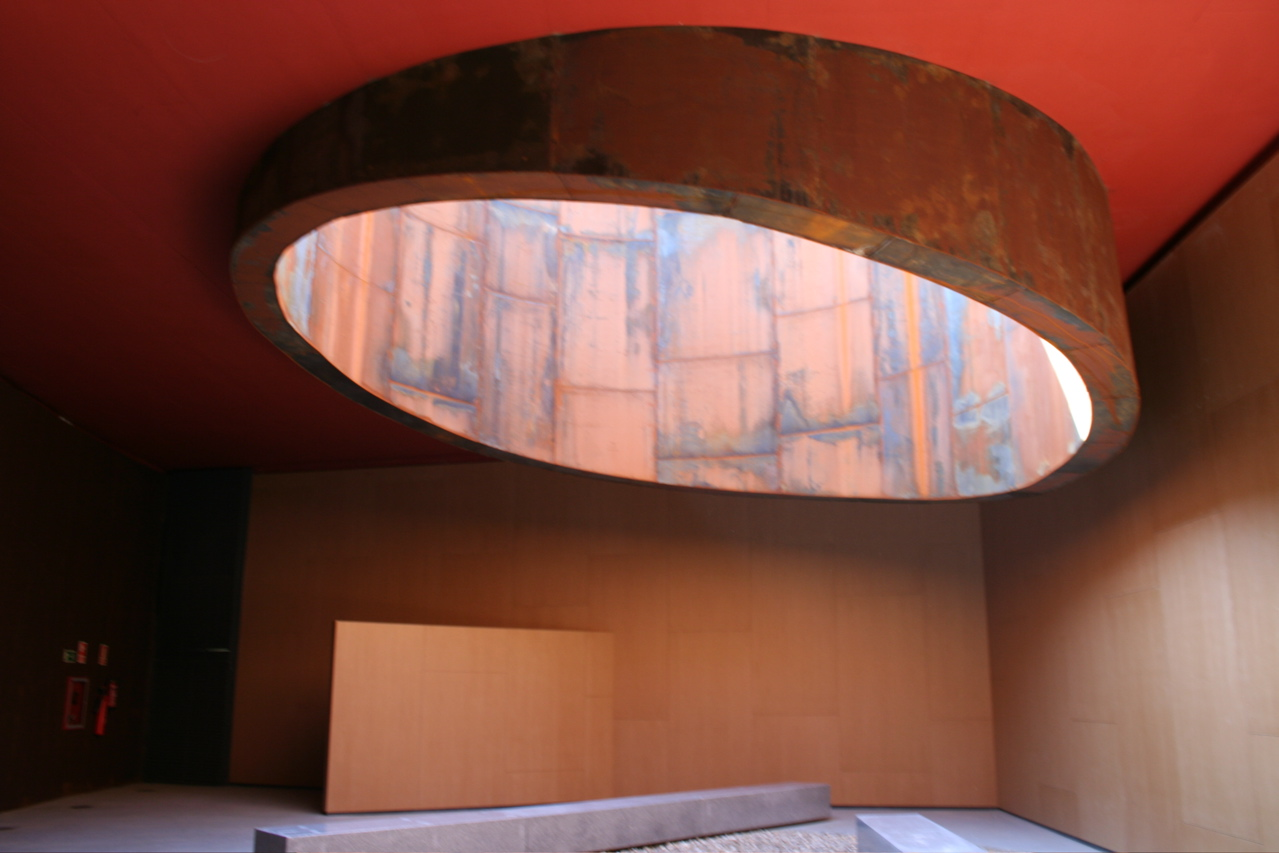
Parte interior del edificio de la galería.

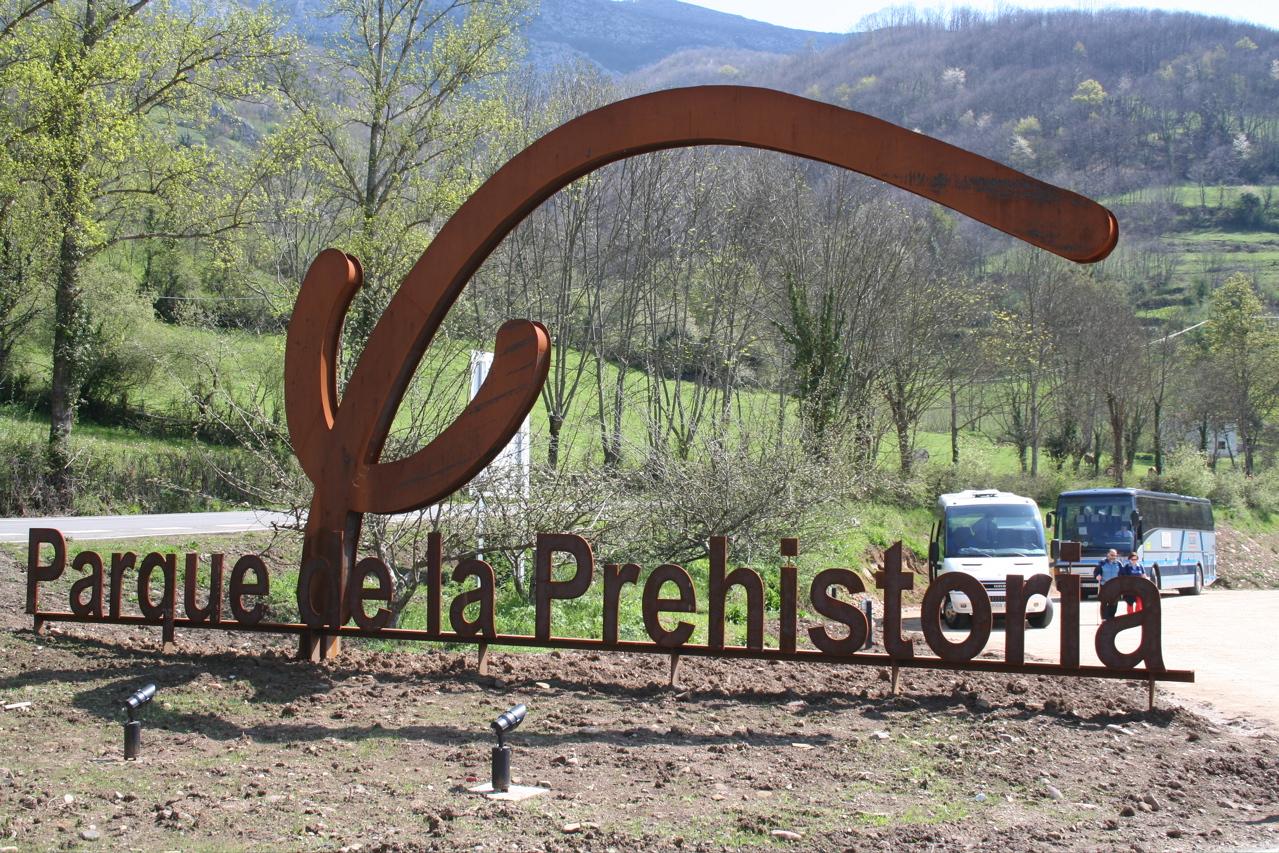
Entrada al parque de la prehistoria.

Desde el aparcamiento, se accede a través de un sendero de tierra al edificio de recepción. En este edificio están situadas la cafetería, la tienda de recuerdos y la taquilla. Al salir del edificio se puede coger de nuevo el sendero que pasa por un puente sobre el río hacia el segundo edificio del complejo, la galería.

## La Galería
En esta parte se hace un repaso a la historia del hombre primitivo, su forma de vida y arte. La muestra comienza con una breve reseña en un panel informativo de los principales investigadores de arte paleolítico. En todo el recorrido se nos va explicando los diferentes aspectos de las pinturas. Se muestra las diferentes técnicas de pintura utilizadas en las cavernas, tales como el punteado, el esquematismo; los variados motivos que dibujaban tales como caballos, bisontes, elefantes, focas, peces, etc. 
Durante el recorrido se pueden ver diferentes reproducciones de utensilios prehistóricos. Se nos va mostrando diferentes aspectos relacionados con la elaboración de las pinturas como los tipos de pigmento utilizados, óxidos de hierros, ocres, cenizas, etc. Se nos recrea en una habitación la atmósfera de iluminación de las cuevas así como la cronología de las épocas pictóricas, esta exposición se completa con paneles explicativos, imágenes de las representaciones rupestres más relevantes, pequeñas figuras y tallas paleolíticas, paneles que reproducen algunas partes de las cuevas de mayor relevancia del este tipo de arte en el arco atlántico y vídeos explicativos. Estas reproducciones no solo se ajustan a los dibujos y la policromía de los originales sino que también se ha copiado con precisión milimétrica cada una de  las paredes que albergan los grabados.
Finalmente se nos muestra una comparativa del arte rupestre en las diferentes zonas del mundo y en todos los continentes.
En esta parte es donde están situadas las reproducciones de varias de las cuevas anteriormente indicadas. De todos los grabados reproducidos destaca la de un fragmento del Gran Techo de la Cueva de Altamira, que contiene la representación de varios bisontes.
En todo el edificio se mantiene una luz tenue imitando la que existe en el interior de las diferentes cuevas que se representan. Tras salir de este edificio hay que dirigirse a la zona más remota del parque en la que está situado el tercer edificio que es la Cueva de cuevas.

## Cueva de Cuevas
En esta parte se entra en una cueva natural en dónde están situadas las reproducciones de las cuevas de Tito Bustillo, Candamo y Niaux. 
En una visita de unos 25 minutos de duración se recorren las reproducciones de las 3 salas, comenzando por la Galería de los Caballos de Tito Bustillo donde puede apreciarse la rica policromía empleada en este tipo de representaciones. Así aquí se puede observar diferentes escenas de caballos de una raza hoy extinta en la península, los dibujos de un reno, de bisontes, etc.
De esta sala se hace un viaje de 700 kilómetros hasta la cueva de Niaux, en Francia, para contemplar el Salón Negro, en que si bien la policromía no es tan destacada como en el caso anterior, se observan dibujos más definidos y perfectamente perfilados. Cabe destacar aquí la figura de una cabra de gran calidad
Desde esta segunda sala se regresa a Asturias para observar la reproducción del Camarín de la cueva de Candamo, donde se puede observar cómo aquellos primeros artistas no sólo buscaban una imagen sino que también se preocupaban por la localización de sus obras y el relieve de las paredes donde las realizaban. 
Todo el recorrido se desarrolla en un ambiente similar al de las cuevas representadas en todo el parque. En las salas se imita la temperatura, humedad e iluminación de los originales. Durante toda la visita se discurre por un suelo irregular y con desniveles y los guías requieren, como en las cuevas originales, linternas para realizar sus explicaciones.

## Información útil
- Horarios 2015:

- Del 31 de enero al 28 de febrero y del 1 al 31 de diciembre:

- Jueves y viernes, de 10:00 a 14:30 y de 15:30 a 17:30 h. Sábados, domingos y festivos, de 10:30 a 14:30 y de 15:30 a 18:00 h.
- Lunes, martes y miércoles cerrado, excepto 7 y 8 de diciembre.
- Cerrado, del 1 al 30 de enero y 24, 25 y 31 de diciembre.

- Del 1 de marzo al 30 de junio y del 1 de septiembre al 30 de noviembre:

- De miércoles a viernes, de 10.00 a 14.30 y de 15.30 a 18.00 h.
- Sábados, domingos y festivos, de 10.30 a 14.30 y de 16.00 a 19.00 h.*
- Lunes y martes cerrado, excepto 30 y 31 de marzo, 6 y 7 de abril, 18 de mayo, 8 de septiembre, 12 de octubre y 2 de noviembre.
- *En noviembre el horario en fin de semana será de 10:30 a 14:30 y de 15:30 a 18:00 h.

- Del 1 de julio al 31 de agosto

- Abierto todos los días de 10.30 a 14.30 y de 16.00 a 20.00

- Tarifas 2015:

- General: 6,06 €
- Reducida: 3,54 € (grupos de más de 20 pax, de 4 a 11 años, familias numerosas acreditadas, personas con discapacidad o mayores de 65)
- Niños de 0 a 3 años: gratuito
- Talleres didácticos: 1,60 €